# Chauliognathus fasciatus
Chauliognathus fasciatus es una especie de coleóptero de la familia Cantharidae, subfamilia Chauliognathinae y género Chauliognathus.

## Distribución
Se encuentra en Estados Unidos.